# William McMaster Murdoch
William McMaster Murdoch (Dalbeattie, 28 de fevereiro de 1873 – Oceano Atlântico, 15 de abril de 1912) foi um marinheiro britânico mais conhecido por ter servido como o primeiro oficial do RMS Titanic em 1912. Nascido na Escócia em uma família de tradição naval, ele entrou na marinha aos quinze anos de idade, servindo com distinção e rapidamente conseguindo seu certificado de oficial. Ele entrou para a White Star Line em 1899, trabalhando em diferentes navios de prestígio da empresa, inclusive conseguindo evitar que o SS Arabic se envolvesse em uma colisão em 1903. Murdoch foi escolhido em março de 1912 para ser um dos oficiais na viagem inaugural do Titanic, então o maior e mais novo navio da White Star.
O Titanic acabou colidindo com um iceberg na noite do dia 14 de abril e começou a afundar. Murdoch estava de serviço na ponte de comando no momento da colisão, porém suas ordens não foram o suficiente para evitar a batida. Durante o naufrágio ele ficou encarregado de lançar os botes salva-vidas do lado estibordo do navio. Murdoch morreu no naufrágio aos 39 anos de idade e seus colegas oficiais tiveram posteriormente o cuidado de escrever para sua esposa Ada contando sobre o heroísmo de seu marido durante aquela noite.
Ele já foi representado em vários filmes e obras sobre o naufrágio, entretanto o mais controverso foi Titanic de 1997 em que Murdoch é mostrado cometendo suicídio, algo que nunca foi provado. Suas instruções dadas durante a colisão contra o iceberg também foram muito debatidas, chegando-se a conclusão que o Titanic poderia ter sobrevivido caso a batida tivesse ocorrido de frente ao invés de lado. Apesar disso, Murdoch é considerado um dos heróis do naufrágio por seus esforços durante a evacuação dos passageiros, principalmente em sua cidade natal.

## Início de vida
William McMaster Murdoch nasceu no dia 28 de fevereiro de 1873 na cidade de Dalbeattie, Kirkcudbrightshire, Escócia, dentro de um pequeno chalé chamado "Sunnyside". Era o quarto filho de Samuel Murdoch e sua esposa Jane Muirhead. Por gerações sua família desenvolveu uma grande tradição naval, com o sobrenome Murdoch significando "homem do mar" em gaélico ou ainda "marinheiro" ou "guerreiro do mar" em nórdico. Murdoch cresceu em meio a miniaturas e fotos dos navios comandados por seu pai e avô, porém acabou sendo o único filho de Samuel Murdoch a seguir a carreira marítima. Ele estudou na Escola Secundária de Dalbeattie até 1888, se formando com honras.

## Carreira

### Primeiros anos
Imediatamente depois de se formar, então com quinze anos de idade, Murdoch se juntou à tripulação do Charles Cotesworth como aprendiz, onde permaneceu até 1892. A embarcação era um navio a vela e sua primeira viagem foi para a cidade de São Francisco nos Estados Unidos, seguindo depois para Portland, e então Valparaíso e Iquique no Chile. Murdoch deixou o Charles Cotesworth e conseguiu passar em seu exame de segundo oficial, juntando-se em agosto de 1893 ao Iquinque, navio de três mastros comandado por seu pai Samuel Murdoch. Juntos eles viajaram para Roterdão nos Países Baixos, Fredrikstad na Noruega, Cidade do Cabo na África do Sul e Newcastle na Austrália, voltando para Londres na Inglaterra depois de uma volta ao mundo que durou dezoito meses. Esta foi a única ocasião em que Murdoch serviu com seu pai.
Murdoch conseguiu passar em seu exame de primeiro oficial em março de 1895, se juntando à tripulação do St Cuthburt dois meses depois. Ele navegou de Ipswich até Maurício, depois de Newport no País de Gales até novamente Newcastle e por fim de El Callao no Peru até Hamburgo no Império Alemão. Em setembro de 1896 ele prestou seu exame de mestre e passou na primeira tentativa, se juntando no ano seguinte ao Lydgate. Este tinha quatro mastros e mais de duas mil toneladas, sendo a maior embarcação que Murdoch havia trabalhado até então. Ele passou por Nova Iorque, Xangai, Portland, Tianjin e finalmente Antuérpia. Ele deixou o Lydgate em maio de 1899 e serviu como tenente da Reserva Real da Marinha durante alguns meses na Segunda Guerra dos Bôeres.

### White Star Line

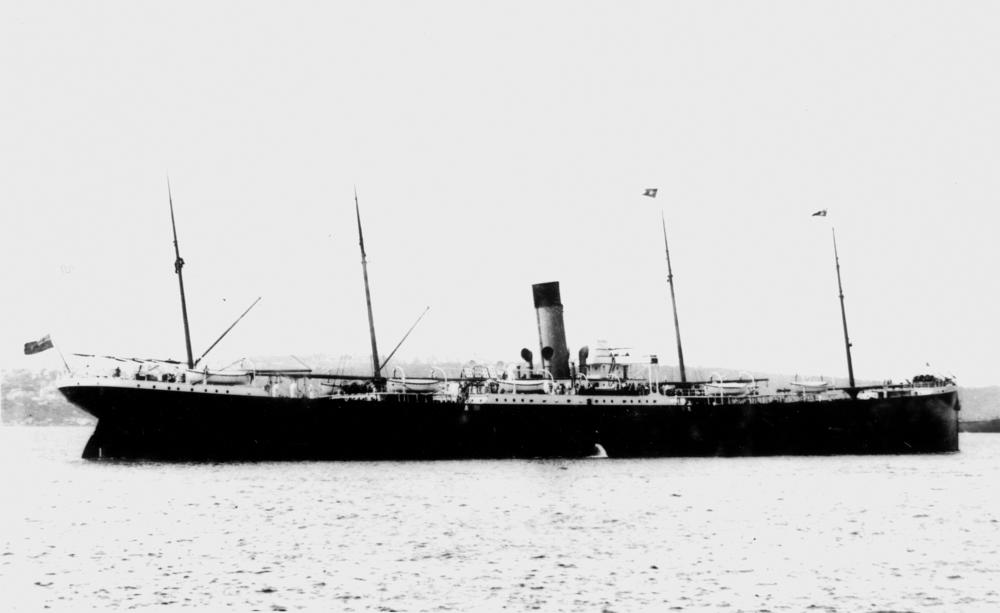
O Medic, primeiro navio em que Murdoch trabalhou na White Star Line.

Murdoch entrou para a companhia de navios White Star Line no final de 1899, onde permaneceu até sua morte doze anos depois. Ele começou no SS Medic trabalhando na rota australiana como quarto oficial. Murdoch foi promovido a terceiro oficial em sua segunda viagem, sendo sucedido como quarto oficial por Charles Lightoller, com os dois rapidamente se tornaram amigos. Em junho de 1901 ele foi promovido a segundo oficial e foi transferido para o SS Runic, navio irmão do Medic. Foi neste novo navio que Murdoch conheceu em fevereiro de 1903 Ada Florence Banks, uma professora neozelandesa.
No mesmo ano ele foi transferido para o SS Arabic em sua viagem inaugural até Nova Iorque. Durante a travessia o navio entrou em um nevoeiro, com o vigia do cesto de gávia avistando uma outra embarcação a bombordo. Murdoch estava de serviço na ponte de comando naquele momento. Enquanto o resto da tripulação tentava entender o nevoeiro e a rota do outro navio, ele correu para o leme, tirou o quartel-mestre de seu posto e manteve o curso do Arabic. Apesar de ter recebido ordens de virar o navio para bombordo, Murdoch manteve o mesmo curso do navio até que o resto da tripulação percebesse que, caso o navio tivesse virado conforme as ordens, eles teriam colidido com a outra embarcação em um acidente possivelmente fatal.

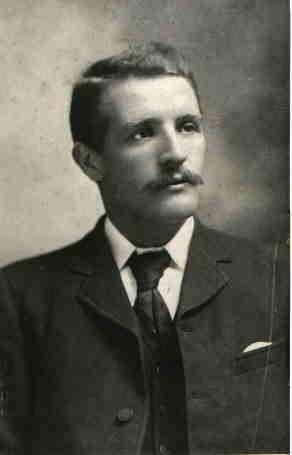
Murdoch c. 1910.

Murdoch foi transferido para o RMS Celtic em janeiro de 1904, inicialmente como segundo oficial e depois primeiro oficial. No ano seguinte ele foi designado para o SS Otawa, novamente como primeiro oficial. O Otawa, originalmente chamado de Germanic, havia sido comprado no ano anterior pela American Line, porém Murdoch permaneceu como funcionário da White Star. Ainda em 1905 ele foi transferido para o RMS Oceanic, irmão do Celtic, como segundo oficial, reencontrando Lightoller sob o comando do capitão John G. Cameron. Em seguida Murdoch foi mandado para o RMS Cedric junto com Cameron, sendo transferido novamente em 1907 para o RMS Adriatic em sua viagem inaugural. Pela primeira vez ele trabalhou junto com o capitão Edward Smith; Murdoch permaneceu no mesmo navio como primeiro oficial até 1911.
Na metade de 1911 ele foi enviado para Belfast na Irlanda junto com Smith para trabalhar como primeiro oficial desta vez na viagem inaugural do RMS Olympic, então a mais nova adição da frota da White Star e o maior navio do mundo. Em 20 de setembro de 1911, enquanto deixava Southampton para sua quinta viagem, o Olympic acabou colidindo com o HMS Hawke da Marinha Real Britânica, sendo forçado a voltar para Belfast a fim de realizar reparos. Murdoch e todos os outros oficiais do navio tiveram que testemunhar perante uma comissão inquérito sobre o acidente. Eles foram isentos de culpa e receberam uma licença até o Olympic voltar ao serviço.

### Titanic

#### Viagem

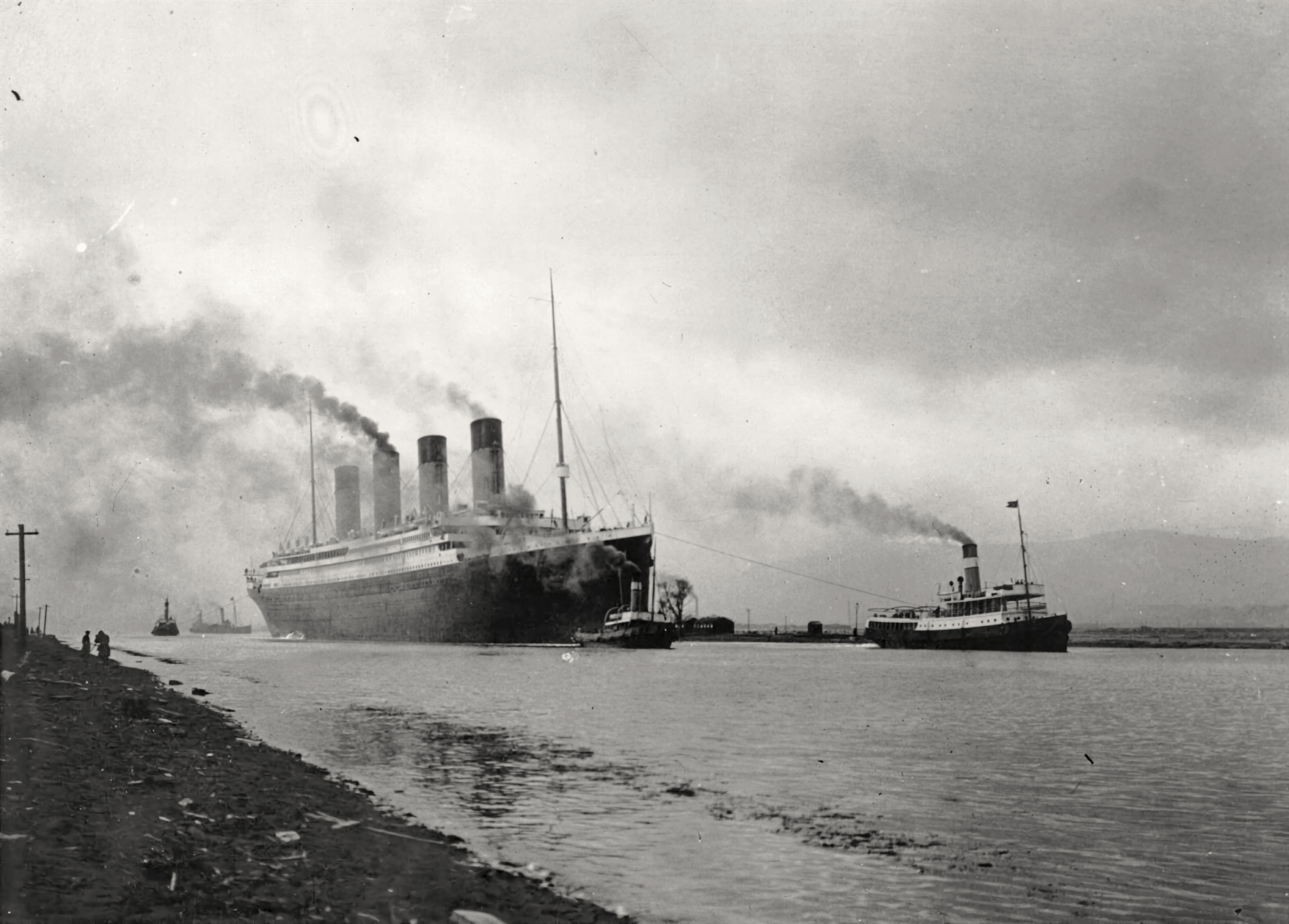
O Titanic indo para seus testes marítimos, 2 de abril de 1912.

Murdoch foi transferido para o RMS Titanic, navio irmão do Olympic, em 20 de março de 1912 e nomeado como seu oficial chefe. Ele é acompanhado por seu amigo Lightoller como primeiro oficial, David Blair como segundo oficial e novamente Smith como capitão. A embarcação deixou Belfast em 2 de abril para realizar seus testes marítimos, que haviam sido adiados no dia anterior por causa do mau tempo. São feitos testes de velocidade e manobrabilidade, com o Titanic passando em todos sem problemas. Após os testes o navio segue para Southampton a fim de esperar sua viagem inaugural em 10 de abril. Ele chega na cidade na noite do dia 4 e toda a tripulação supervisiona as preparações finais.
Em 9 de abril a White Star Line transferiu Henry Wilde para o Titanic a fim de ocupar a posição de oficial chefe, mesma que havia ocupado no Olympic. Murdoch foi rebaixado para primeiro oficial e Lightoller para segundo, enquanto Blair foi dispensado. Essa mudança seria temporária para a viagem inaugural, com a configuração original estando prevista para voltar em seguida. Entretanto, Murdoch e principalmente Lightoller ficam ressentidos e desapontados com a mudança, ainda mais por nenhum motivo ter sido dado.
O Titanic deixou Southampton ao meio-dia de 10 de abril. Murdoch estava na passarela de navegação na popa junto com o terceiro oficial Herbert Pitman; o primeiro oficial ficou encarregado de auxiliar nas manobras do navio e na comunicação enquanto Pitman realizava a ligação com a ponte de comando. Depois disso, durante toda a viagem, Murdoch, como um dos oficiais "sêniors", trabalhava em turnos de quatro horas de serviço seguidas por oito horas de descanso, sendo obrigado a permanecer em seu posto até que Wilde ou Lightoller chegassem para substituí-lo. Durante cada turno ele também contava com a presença de dois oficiais "júniors" (Pitman, quarto oficial Joseph Boxhall, quinto oficial Harold Lowe ou sexto oficial James Moody).

#### Naufrágio

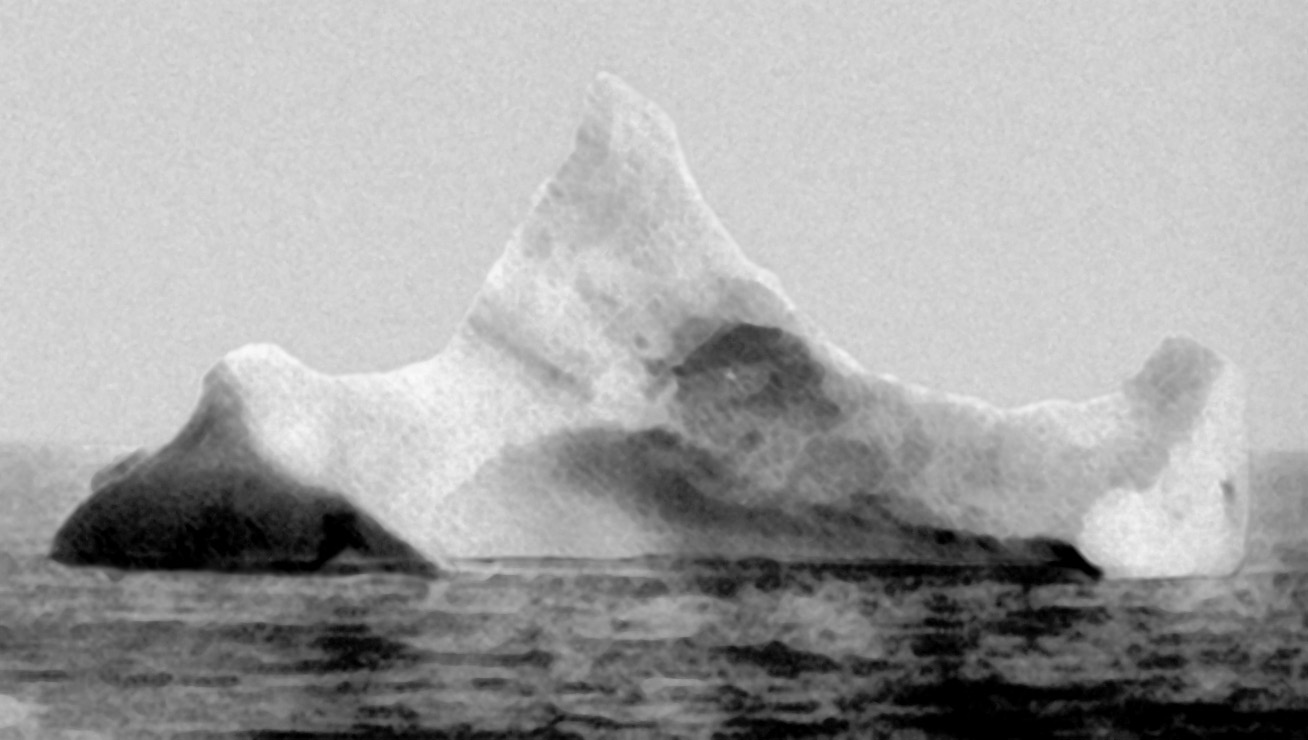
O iceberg que se acredita ter batido no Titanic, fotografado pelo comissário chefe do SS Prinz Adalbert na manhã do dia 15. Testemunhas afirmam que o iceberg tinha rastros de pintura vermelha do casco do navio em um de seus lados.

A travessia ocorreu sem incidentes até a noite de domingo, 14 de abril. Murdoch substituiu Lightoller na ponte de comando às 22h. A situação era tensa desde o anoitecer porque o Titanic estava se aproximando de uma região de gelo, com os icebergs tendo sido relatados mais ao sul do que o normal para a época. O primeiro oficial antes tinha pedido que todas as luzes na frente da ponte fossem apagadas para não atrapalhar a visão dos vigias no cesto de gávea. Por volta das 23h40min, os vigias Frederick Fleet e Reginald Lee avistaram um iceberg bem na frente da embarcação; Fleet tocou o sino de alerta, telefonou para a ponte e informou Moody, que repassou o aviso para Murdoch. Ele imediatamente ordenou "tudo a estibordo" ao quartel-mestre Robert Hichens no leme, indicando uma virada para bombordo, e pediu ré total para a casa de máquinas. O Titanic começou a virar quase quarenta segundos depois, porém isso não foi o suficiente e o iceberg bateu no lado estibordo do navio, arranhando seu casco, entortando placas de aço e soltando rebites. Murdoch então ordenou um "tudo a bombordo" a fim de mudar o curso da popa e impedir que o gelo danificasse toda a extensão da embarcação, também fechando remotamente as comportas estanques. Smith estava descansando em sua cabine, porém sentiu a vibração do impacto e foi para a ponte, chegando pouco depois do evento. O capitão ordenou uma parada total e que o engenheiro Thomas Andrews fosse chamado para avaliar os danos.
Andrews realizou uma inspeção nos conveses inferiores e concluiu que o Titanic iria afundar. Smith ordenou a evacuação do navio; Murdoch foi encarregado de chamar e organizar os passageiros enquanto Wilde ficou responsável por preparar os botes salva-vidas. Murdoch então foi encarregado do lançamento dos botes no lado estibordo, enquanto Lightoller ficou com o lado bombordo e Wilde supervisionando as operações em ambos os lados. Murdoch lançou o primeiro bote da noite, o nº 7, por volta das 0h30min já do dia 15 de abril. Em seguida ele preencheu o bote nº 5 com o auxílio de Pitman e Joseph Bruce Ismay, presidente da White Star Line. Pouco antes do lançamento, o primeiro oficial colocou Pitman no comando do barco e lhe disse "Adeus, boa sorte". Em seguida Murdoch passou para o lançamento do nº 1 às 1h00min, que deixou o navio com apenas doze ocupantes de uma capacidade total de quarenta. Dentro estavam apenas quatro passageiros, incluindo Cosmo Duff-Gordon e sua esposa Lucy, e o resto eram todos marinheiros. Durante o embarque um dos tripulantes tropeçou e caiu em cima de um passageiro, fazendo com que Murdoch comentasse que "Isso foi a coisa mais engraçada que eu vi hoje à noite".
Ao terminar os botes da proa, Murdoch seguiu para a popa do lado estibordo trabalhar nos botes de nº 9, 11, 13 e 15 com o auxílio de Moody. Uma diferença clara entre Muroch e Lightoller apareceu desde o início do processo de evacuação: enquanto o segundo oficial aplicava ao pé da letra que "mulheres e crianças apenas" deveriam embarcar nos botes, o primeiro oficial por outro lado era mais tolerante e seguia com "mulheres e crianças primeiro", permitindo homens caso não houvesse mais ninguém por perto para entrar. Murdoch voltou para a dianteira próximo das 2h para tentar lançar o desmontável C, recebendo o auxílio de Wilde e do comissário de bordo chefe Hugh McElroy. Anteriormente, o oficial chefe havia distribuído armas de fogo para ele próprio, Murdoch e Lightoller.
Após o lançamento do C, ele seguiu para tentar lançar o desmontável A, que estava localizado acima do alojamento dos oficiais. Murdoch se envolveu em sua preparação e de alguma forma conseguiu descê-lo para o convés dos botes. Nesse momento a água chegou nos conveses superiores e o Titanic começou a afundar cada vez mais rápido, com uma grande onda varrendo a parte dianteira do navio. Essa foi a última vez que Murdoch foi visto com absoluta certeza.

#### Morte
Murdoch morreu no Titanic aos 39 anos de idade e seu corpo nunca foi encontrado, ou se foi, ele não chegou a ser identificado. A imprensa começou a circular nos dias que se seguiram ao naufrágio diversas notícias de autenticidade muitas vezes duvidosa. Dentre as várias histórias e lendas que foram transmitidas com pouquíssimas provas, e algumas vezes com nenhuma, estava que um dos oficiais do navio havia se suicidado. Vários suicidas em potencial foram considerados, mas se focaram principalmente nos quatro oficiais que não sobreviveram e cujos corpos jamais foram encontrados: Smith, Wilde, Murdoch e Moody. O comissário chefe McElroy também foi considerado devido seu uniforme ser semelhante aos usados pelos oficiais, porém seu corpo foi encontrado e não havia nenhum indício de ferimentos que poderiam ter sido causados por uma tentativa de suicídio. Logo, as hipóteses e teorias se centraram mais em Wilde e Murdoch.
O testemunho considerado por essa teoria como o mais crível é o de George Rheims, um passageiro de primeira classe que conseguiu se salvar a bordo do desmontável A. Segundo Rheims: "Como não havia mais nada que pudesse se fazer, um oficial nos disse: 'Senhores, cada um por si, adeus.' Ele fez uma saudação militar e se deu um tiro na cabeça. Isto é o que eu chamo de homem!" O tenista Richard Norris Williams, também passageiro de primeira classe que se salvou no mesmo bote, afirmou ter ouvido um barulho de disparo, porém não viu de onde veio.
Outros sobreviventes contradizem totalmente essa teoria: Lightoller, John B. Thayer e o coronel Archibald Gracie afirmam em todos os seus relatos que tinham absoluta certeza que Murdoch ainda estava vivo durante o mergulho final do Titanic. Sabe-se com certeza que Murdoch estava de posse de um revólver durante os momentos finais do naufrágio, assim como Wilde, Lightoller e Lowe; McElroy é identificado em um testemunho como carregando uma arma, porém não se sabe sua procedência nem o motivo do comissário estar de posse de uma. Além disso, a mudança de última hora na hierarquia dos oficiais muitas vezes ainda confundia a própria tripulação e também os passageiros, o que pode ter afetado o testemunho de vários sobreviventes e dessa forma confundindo-os sobre a verdadeira identidade do suposto suicida. Enquanto diferentes teorias e hipóteses apontam para diferentes homens baseadas em testemunhos e nos históricos dos oficiais durante e antes da viagem, é impossível determinar com absoluta certeza se realmente alguém se suicidou naquela noite, ou se aconteceu, quem foi.

## Casamento

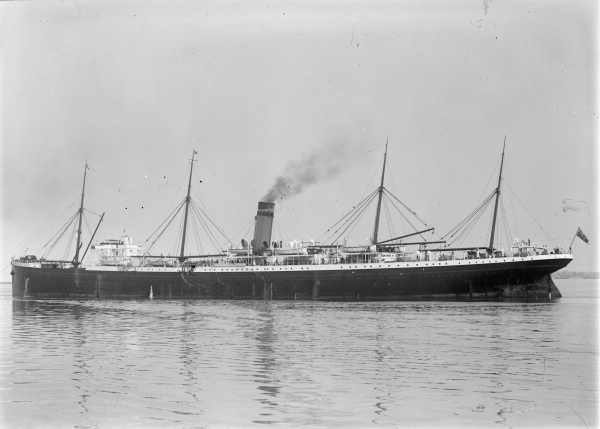
O SS Runic, navio em que Murdoch conheceu sua esposa Ada em 1903.

Murdoch conheceu Ada Florence Banks, uma professora neozelandesa de 29 anos, em 1903 enquanto servia no Runic durante uma travessia de Sydney na Austrália de volta para a Inglaterra. Ele continuou com seu serviço normal depois do navio aportar em Liverpool, porém começou a se corresponder regularmente com Ada através de cartas. Anos mais tarde, entre travessias do Adriatic, os dois acabaram se casando no dia 2 de setembro de 1907. Após uma curta lua de mel eles se mudaram para Southampton. Murdoch logo voltou para o mar e Ada ficou cuidado da casa ao mesmo tempo que continuou sua carreira de professora, algum incomum para a época já que era esperado que a esposa se dedicasse inteiramente aos afazeres da casa e ao marido.
Como a enorme maioria dos parentes de passageiros e tripulantes do Titanic, Ada recebeu a notícia do naufrágio através dos jornais. Alguns, como o New York World, publicaram as histórias afirmando que Murdoch havia se suicidado. Porém, ela recebeu em 24 de abril uma carta escrita por Lightoller e co-assinada por Pitman, Boxhall e Lowe, os quatro oficiais sobreviventes. Nela eles lamentavam não ter escrito antes para refutar as notícias publicadas sobre seu marido e afirmaram que Murdoch trabalhou duro durante toda a evacuação. Lightoller também disse que foi provavelmente uma das últimas pessoas a ver o primeiro oficial com vida antes que uma onda o levasse do convés dos botes. A carta também afirma que Murdoch morreu como um homem no cumprimento do dever e pedia para Ada ignorar o que estava sendo dito nos jornais.
Ada vendeu a casa em Southampton e se mudou para Londres, onde viveu até 1914. Ela voltou para a Nova Zelândia, onde permaneceu pelo resto da vida vivendo em sua cidade natal, Christchurch, junto com seus pais e irmãs. Ada viveu sustentada pelo seguro de vida do marido, uma parte de sua herança, e também de uma pequena pensão concedida pela White Star Line às viúvas de tripulantes do naufrágio. Entretanto, essa pensão foi retirada em 1929 por razões desconhecidas, porém parece que a empresa acreditava que ela já tinha uma condição social confortável o suficiente sem ajuda. Além disso, durante todo o restante de vida Ada viu a White Star com certa amargura. Sua saúde foi se debilitando e em 1939 ela foi forçada a entrar num asilo, morrendo dois anos depois em 21 de abril de 1941 aos 65 anos de idade e sendo enterrada no jazigo da família Banks em Christchurch. Ao final da vida, Ada afirmou que a única coisa que sentia arrependimento era nunca ter tido um filho com Murdoch. Ela permaneceu fiel ao falecido marido até o fim e nunca se casou novamente.